# Andrey Lopes
Andrey Lopes dos Santos, mais conhecido como Andrey Lopes ou Cebola (Porto Alegre, 18 de outubro de 1973), é um treinador de futebol brasileiro. Atualmente é auxiliar técnico do Palmeiras.

## Carreira
Nascido em Porto Alegre, no Rio Grande do Sul, começou a trabalhar nas categorias de base do Internacional em 1995, ficando até 2005. Em 2006, transferiu-se para o Ulbra, para treinar a equipe sub-20.
Em 2007 foi para o Grêmio, assumindo o time sub-20. Em 7 de setembro de 2010, virou auxiliar-técnico de Renato Gaúcho na equipe principal, mas voltou ao cargo anterior no dia 4 de agosto seguinte.
Demitido pelo Grêmio em 2012, treinou o sub-20 do Cerâmica por um curto período antes de ingressar na equipe de Dunga no Internacional em dezembro daquele ano. Em 22 de julho de 2014, depois que Dunga foi nomeado gerente da seleção brasileira, foi novamente apontado como seu assistente. Ele saiu em outubro do ano seguinte, depois que Dunga foi demitido e foi nomeado assistente no Palmeiras em 12 de dezembro de 2017.

## Títulos
Como Auxiliar Técnico
Palmeiras
- Campeonato Brasileiro: 2018, 2022 e 2023
- Florida Cup: 2020
- Campeonato Paulista: 2020, 2022 e 2023
- Copa Libertadores: 2020 e 2021
- Copa do Brasil 2020
- Recopa Sul-Americana: 2022
- Supercopa do Brasil: 2023